# Робешти (Алба)
Робешти (рум. Robești) насеље је у Румунији у округу Алба у општини Соходол. Oпштина се налази на надморској висини од 786 m.

## Становништво
Према подацима из 2002. године у насељу је живело 18 становника, од којих су сви румунске националности.